# Водный налог
Водный налог — налог, уплачиваемый организациями и физическими лицами, осуществляющими специальное и (или) особое водопользование.

## В России
Водный налог установлен гл. 25.2 НК РФ и введен в действие с 1 января 2005 г. вместо действовавшей до этого платы за пользование водными объектами. Водный налог относится к федеральным налогам. Определяется главой 25.2 (статьи 333.8-333.15) НК РФ.

### Объект налогообложения
Объектами налогообложения водным налогом, признаются следующие виды пользования водными объектами:
- забор воды из водных объектов;
- использование акватории водных объектов, за исключением лесосплава в плотах и кошелях;
- использование водных объектов без забора воды для целей гидроэнергетики;
- использование водных объектов для целей лесосплава в плотах и кошелях.

Не признаются объектами налогообложения:
- забор из подземных водных объектов воды, содержащей полезные ископаемые и (или) природные лечебные ресурсы, а также термальных вод;
- забор воды из водных объектов для обеспечения пожарной безопасности, а также для ликвидации стихийных бедствий и последствий аварий;
- забор воды из водных объектов для санитарных, экологических и судоходных попусков;
- забор морскими судами, судами внутреннего и смешанного (река — море) плавания воды из водных объектов для обеспечения работы технологического оборудования;
- забор воды из водных объектов и использование акватории водных объектов для рыбоводства и воспроизводства водных биологических ресурсов;
- использование акватории водных объектов для плавания на судах, в том числе на маломерных плавательных средствах, а также для разовых посадок (взлетов) воздушных судов;
- использование акватории водных объектов для размещения и стоянки плавательных средств, размещения коммуникаций, зданий, сооружений, установок и оборудования для осуществления деятельности, связанной с охраной вод и водных биологических ресурсов, защитой окружающей среды от вредного воздействия вод, а также осуществление такой деятельности на водных объектах;
- использование акватории водных объектов для проведения государственного мониторинга водных объектов и других природных ресурсов, а также геодезических, топографических, гидрографических и поисково-съемочных работ;
- использование акватории водных объектов для размещения и строительства гидротехнических сооружений гидроэнергетического, мелиоративного, рыбохозяйственного, воднотранспортного, водопроводного и канализационного назначения;
- использование акватории водных объектов для организованного отдыха организациями, предназначенными исключительно для содержания и обслуживания инвалидов, ветеранов и детей;
- использование водных объектов для проведения дноуглубительных и других работ, связанных с эксплуатацией судоходных водных путей и гидротехнических сооружений;
- особое пользование водными объектами для обеспечения нужд обороны страны и безопасности государства;
- забор воды из водных объектов для орошения земель сельскохозяйственного назначения, полива садоводческих, огороднических, дачных земельных участков, земельных участков личных подсобных хозяйств граждан, для водопоя и обслуживания скота и птицы, которые находятся в собственности сельскохозяйственных организаций и граждан;
- забор из подземных водных объектов шахтно-рудничных и коллекторно-дренажных вод;
- использование акватории водных объектов для рыболовства и охоты.

### Налоговая база
По каждому виду водопользования, признаваемому объектом  налогообложения налоговая база определяется налогоплательщиком отдельно в отношении каждого водного объекта.
- При заборе воды налоговая база определяется как объем воды, забранной из водного объекта за налоговый период.
- При использовании акватории водных объектов, за исключением лесосплава в плотах и кошелях, налоговая база определяется как площадь предоставленного водного пространства.

- При использовании водных объектов без забора воды для целей гидроэнергетики налоговая база определяется как количество произведенной за налоговый период электроэнергии.
- При использовании водных объектов для целей лесосплава в плотах и кошелях налоговая база определяется как произведение объема древесины, сплавляемой в плотах и кошелях за налоговый период, выраженного в тысячах кубических метров, и расстояния сплава, выраженного в километрах, деленного на 100.

### Налоговые ставки
Налоговые ставки устанавливаются по бассейнам рек, озер, морей и экономическим районам: 
- при заборе воды мира
- при использовании акватории
- при использовании водных объектов без забора воды для целей гидроэнергетики
- при использовании водных объектов для целей сплава древесины в плотах и кошелях
- при заборе воды сверх установленных лимитов водопользования ставки в части такого превышения устанавливаются в пятикратном размере. В случае отсутствия утверждённых квартальных лимитов квартальные лимиты определяются расчетно как 1/4 утверждённого годового лимита. Ставка водного налога при заборе воды из водных объектов для водоснабжения населения устанавливается в размере 141 рубля за одну тысячу кубических метров воды.